# Malleastrum boivinianum
Malleastrum boivinianum là một loài thực vật có hoa trong họ Meliaceae. Loài này được (Baill.) J.-F. Leroy mô tả khoa học đầu tiên năm 1964.